# Kartoffelskurv
 Der er for få eller ingen kildehenvisninger i denne artikel, hvilket er et problem. Du kan hjælpe ved at angive troværdige kilder til de påstande, som fremføres i artiklen.

Kartoffelskurv eller Almindelig kartoffelskurv er en plantesygdom, der angriber kartofler, men også bl.a. gulerødder, rødbeder og andre af Korsblomst-familien, og som skyldes en bakterie.

## Symptomer
Der kommer brunlige, ru, skrubne pletter, som tydeligt hæver sig fra den ellers fine og glatte kartoffel, eller danner dybe kratere. Pletterne kan være meget små, helt fra nogle få mm til over i en cm i størrelse. Pletterne kan efterhånden flyde sammen og føre til at kartoflen bliver dækket af en ru, skurvet overflade. Det er dog kun de underjodiske dele, der angribes af kartoffelskurv. (dvs. stængler og knolde.) I nogen tilfælde kan almindelig kartoffelskurv forveksles med 'Pulverskurv', som overfører en virussygdom.